# 애원의 고백
"애원의 고백"은 한국에서 제작된 홍성기 감독의 1957년 영화이다. 전택이 등이 주연으로 출연하였고 박복만 등이 제작에 참여하였다.

## 출연

### 주연
- 전택이
- 노경희
- 문정숙
- 윤일봉

## 기타
- 조명: 함완섭
- 녹음: 이경순
- 미술: 임명선